# FC Stumbras
Futbolo klubas Stumbras là một câu lạc bộ bóng đá tương đối mới của Litva, Kaunas. Chơi trong bộ phận ưu tú kể từ năm 2015.

## Thành tích
- A lyga (D1)

vị trí thứ tư (1): 2018
- Cúp bóng đá Litva

người chiến thắng (1):2018
chung kết (1); 2018

## Mùa
| Mùa  | Trình độ | Liga       | Không gian | Liên kết ngoài |
| ---- | -------- | ---------- | ---------- | -------------- |
| 2013 | 3.       | Antra lyga | 2.         | [ 1 ]          |
| 2014 | 2.       | Pirma lyga | 1.         | [ 2 ]          |
| 2015 | 1.       | A lyga     | 7.         | [ 3 ]          |
| 2016 | 1.       | A lyga     | 5.         | [ 4 ]          |
| 2017 | 1.       | A lyga     | 7.         | [ 5 ]          |
| 2018 | 1.       | A lyga     | 4.         | [ 6 ]          |
| 2019 | 1.       | A lyga     | 8.         | [ 7 ]          |